# Cal Fustegueres de Claret
Cal Fustegueres és una casa del nucli de Claret, al municipi de Torà (Solsonès), inclosa a l'Inventari del Patrimoni Arquitectònic de Catalunya.

## Descripció
Edifici de tres façanes ubicat a l'entrada del nucli, al costat de l'església de Santa Maria.

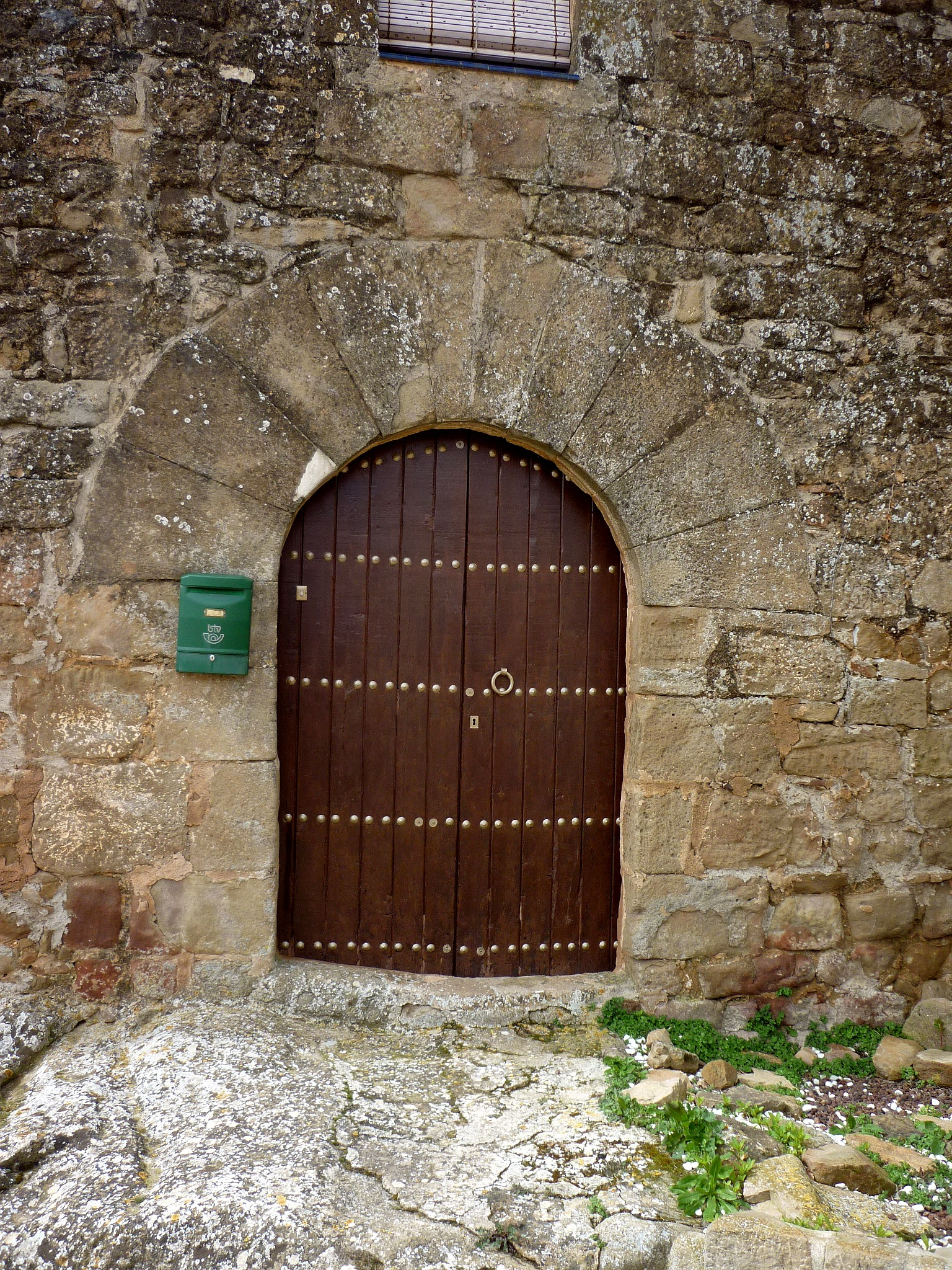
Portal

A la façana est, s'hi troba la porta principal, a sobre d'un bocí de la roca, és en arc de mig punt adovellat. Al primer pis hi ha una finestra amb llinda de pedra. A la façana sud té una petita construcció annexada en forma semicircular, es tracta d'un antic cup de vi. Construïda amb pedra, la part superior l'han arrebossat. Té diverses obertures. A la segona planta hi ha també un balcó. A la façana nord té l'església romànica annexada, al costat de la façana sobresurt la part del darrere de l'absis. La façana oest, dona a un pati tancat. Hi ha dues finestres a la darrera planta
La coberta és de dos vessants (est-oest) acabada amb teules.